# Dongming Lu
Dongming Lu (chiń. 东明路站站) – stacja metra w Szanghaju, na linii 6. Zlokalizowana jest pomiędzy stacjami Gaoke Xi Lu i Gaoqing Lu. Została otwarta 29 grudnia 2007.